# Ținutul Cârligătura
Ținutul Cârligătura a fost unul dintre ținuturile Principatului Moldova, care făcea parte din Țara de Jos și avea centrul administrativ la Târgu Frumos. El se învecina la est cu Ținutul Iașilor, la nord cu Ținutul Hârlăului, la vest cu Ținutul Sucevei și la sud cu ținuturile Romanului și Vasluiului.
Ținutul Cârligătura a existat de la începutul secolului al XV-lea și până în anul 1834, când a fost desființat în urma reformei administrative a Principatului Moldova, iar teritoriul său a fost împărțit între ținuturile Iașilor și Romanului.

## Localizare
Ținutul avea o suprafață de 975 de km2 și se întindea pe pantele vestice ale Dealului Mare și pe cele nordice ale dealurilor Tutovei, fiind acoperit cu păduri seculare. Pădurile au fost defrișate în mare parte de-a lungul timpului, rămânând în prezent doar pădurea colinară de la Humosu, unde a fost înființată în 1973 o rezervație naturală cu o suprafață de 73,30 hectare, aflată sub patronajul Academiei Române și pe care există specii arboricole de fag (Fagus sylvatica), cu vârste de peste 150 de ani și înălțimi de peste 30 de metri.

## Stemă

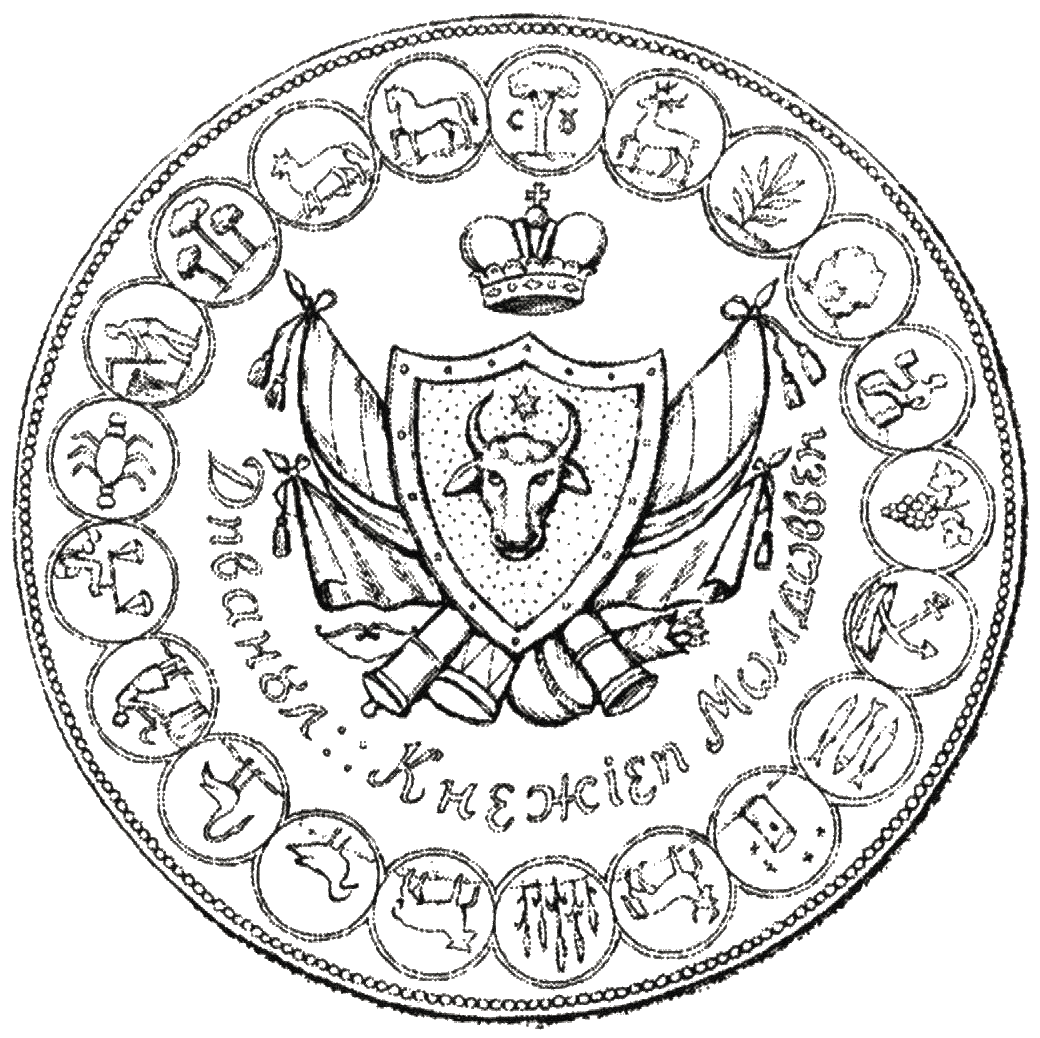
Sigiliul Divanului Cnejiei Moldovei cu stema Țării Moldovei înconjurată de 21 de medalioane cu stemele ținutale

Sigiliul Divanului Cnejiei Moldovei (cca. 1806 - 1812) - cea mai veche imagine cunoscută care a conservat simbolurile ținutale - conține stema ținutului Cârligăturii reprezentată de un medalion cu un lup orientat spre dreapta, stând pe o terasă. Lupul a fost păstrat la elaborarea stemei orașului Târgul Frumos, reședința ținutului timp de 4 secole.

## Istoric

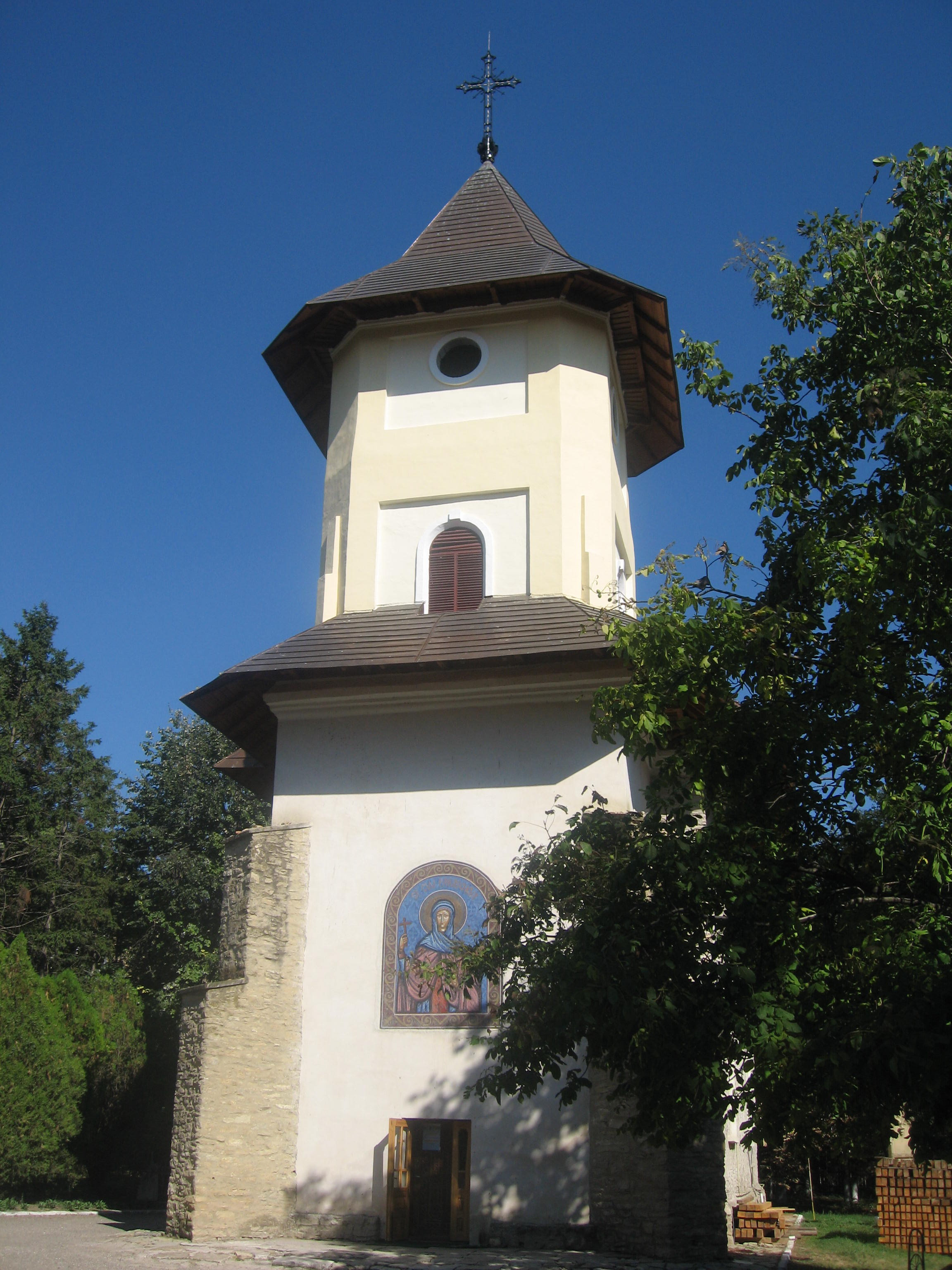
Biserica Domnească din Târgu Frumos, ctitorită de Petru Rareș.

Prima atestare documentară a acestui ținut apare într-un act de donație din 15 iunie 1431, prin care domnul Alexandru cel Bun acordă unui boier pe nume Cupcici mai multe sate din ținut, cu prisăci (terenuri pe care se aflau stupi de albine). El a fost menționat ulterior în acte domnești ale lui Ștefan cel Mare și urmașilor săi, precum și în lucrarea Descriptio Moldaviae, scrisă în perioada 1714–1716 de cărturarul Dimitrie Cantemir.
Centrul ținutului era Târgu Frumos, denumit și Târgul Frumos al Cârligăturii, un „târgușor destul de frumos” (după cum îl descria Dimitrie Cantemir) în care se afla un palat domnesc din piatră, cârmuit de un pârcălab. Localitatea era plasată la punctul de întâlnire a cinci ținuturi, în drumul poștelor domnești și pe traseul mai multor drumuri comerciale. 
Domnitorul Petru Rareș (1527–1538, 1541–1546) a ctitorit aici în jurul anului 1541 o biserică cu hramul „Cuvioasa Parascheva”, care făcea parte din ansamblul curții domnești. Lăcașul de cult este cunoscut și sub denumirea de „Biserica Domnească”, fiind cea mai veche construcție din localitate. Anul construcției nu este cunoscut, pisania bisericii fiind probabil distrusă sau doar ascunsă la construirea în secolul al XVIII-lea a turnului clopotniță de deasupra pridvorului. 
Informațiile obținute în urma cercetărilor arheologice au dus la formularea unei ipoteze asupra existenței unei biserici mai vechi pe locul celei actuale. În mormintele din apropiere s-au descoperit pietre și urme de mortar, precum și trei monede din vremea regelui ungar Matia Corvin (o monedă perforată din 1488, un denar perforat bătut între anii 1472 și 1485, precum și o altă monedă neperforată din aceeași perioadă), ceea ce indică ridicarea unui lăcaș de cult înainte de aceste înhumări.
În Târgu Frumos exista în secolul al XVI-lea o curte domnească, ale cărei ziduri, lângă biserică, se mai vedeau în secolul al XVIII-lea. Călătorind de la Cernigov spre Ierusalim, ieromonahul rus Ipolit Vișenski a trecut prin Moldova, ajungând la 10 decembrie 1707 în Târgu Frumos, despre care face următoarea consemnare: „A doua zi am ajuns la orășelul numit Târgul Frumos: o biserică acoperită cu paie, șapte case, iar cetățuia pustie.”
În prezent, Târgu Frumos are statut de oraș, iar din vechea curte domnească nu mai există decât biserica monument istoric și zidul de incintă construit în sec. al XVI-lea.
Ținutul Cârligătura a fost desființat în anul 1834, în urma reformei administrative a Principatului Moldova prin care numărul ținuturilor s-a redus de la 16 la 13; tot atunci au fost desființate și ținuturile Herța și Hârlău. Teritoriul ținutului Cârligătura a fost împărțit între ținuturile Iașilor și Romanului.